# Hemileuca uniformis
Hemileuca uniformis är en fjärilsart som beskrevs av Cockerell 1914. Hemileuca uniformis ingår i släktet Hemileuca och familjen påfågelsspinnare. Inga underarter finns listade i Catalogue of Life.